# یواس‌اس فلوریدا (بی‌ام-۹)
یواس‌اس فلوریدا (بی‌ام-۹) (به انگلیسی: USS Florida (BM-9)) یک کشتی بود که طول آن ۲۵۲ فوت (۷۷ متر) بود. این کشتی در سال ۱۹۰۱ ساخته شد.